# Cratere Anaximander

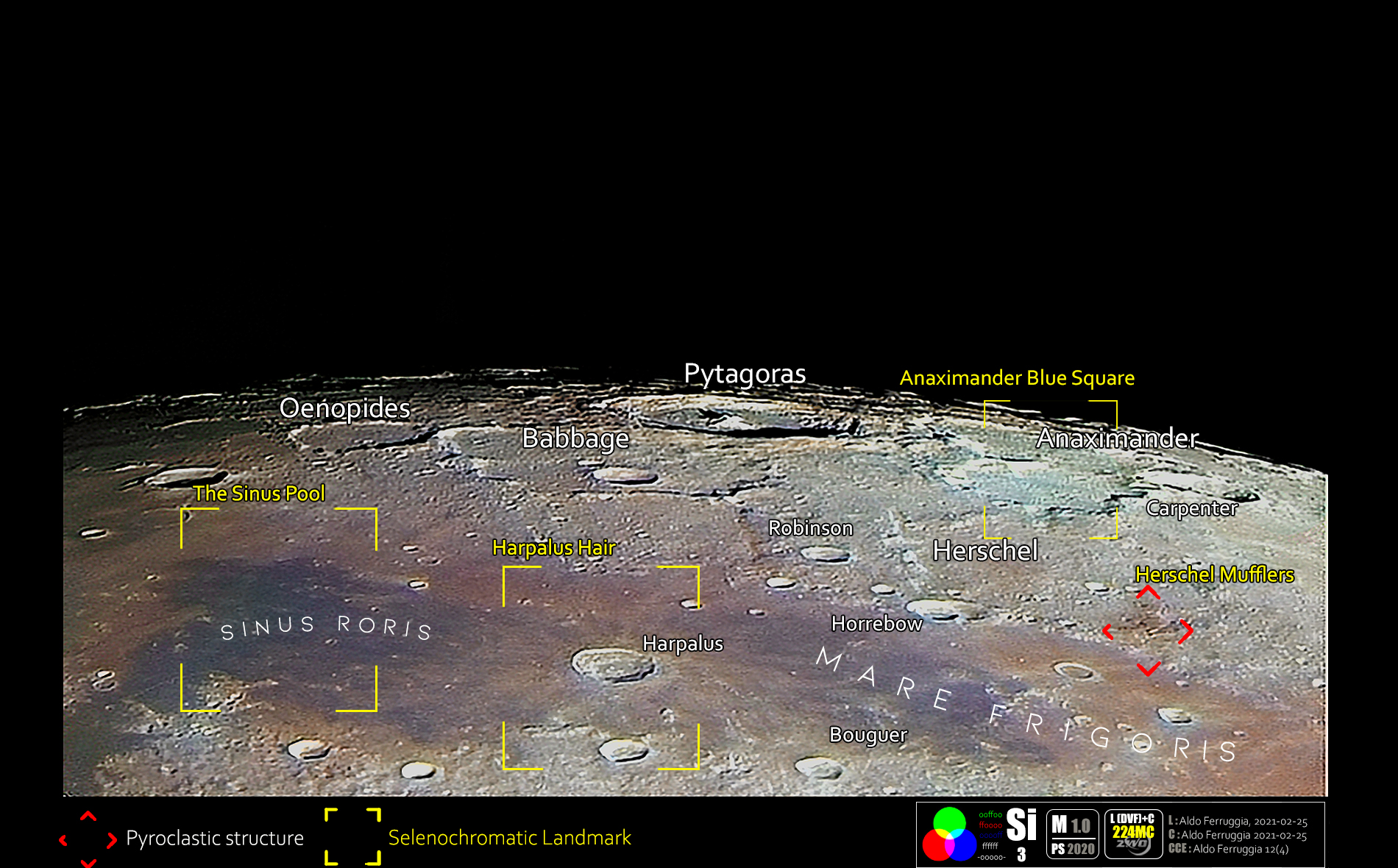
Immagine dell'area del cratere in formato Si con alcuni reperi. Vedi anche:

Anaximander è un cratere lunare di 68,71 km situato nella parte nord-occidentale della faccia visibile della Luna.
Il cratere è dedicato al cartografo greco Anassimandro.

## Crateri correlati
Alcuni crateri minori situati in prossimità di Anaximander sono convenzionalmente identificati, sulle mappe lunari, attraverso una lettera associata al nome.
| Anaximander | Coordinate            | Diametro (in km) |
| ----------- | --------------------- | ---------------- |
| A           | 68°03′N 50°24′W       | 15,24            |
| B           | 68°04′48″N 61°12′36″W | 79,1             |
| D           | 65°46′48″N 50°40′48″W | 96,63            |
| H           | 65°17′24″N 41°03′36″W | 9,03             |
| R           | 66°19′12″N 55°12′36″W | 8,05             |
| S           | 68°21′N 53°36′W       | 7,21             |
| T           | 67°18′00″N 52°16′12″W | 7,01             |
| U           | 64°08′24″N 48°30′00″W | 7,54             |